# Сан Антонио Хајтс (Калифорнија)
Сан Антонио Хајтс (енгл. San Antonio Heights) насељено је место без административног статуса у америчкој савезној држави Калифорнија.

## Демографија
По попису из 2010. године број становника је 3.371, што је 249 (8,0%) становника више него 2000. године.
| Група             | 2000.         | 2010.         |
| Белци             | 2.458 (78,7%) | 2.335 (69,3%) |
| Афроамериканци    | 42 (1,3%)     | 67 (2,0%)     |
| Азијати           | 191 (6,1%)    | 284 (8,4%)    |
| Хиспаноамериканци | 327 (10,5%)   | 612 (18,2%)   |
| Укупно            | 3.122         | 3.371         |